# Campionati del mondo di atletica leggera 1987 - 110 metri ostacoli
La gara dei 110 metri ostacoli maschili dei Campionati del mondo di atletica leggera 1987 si è svolta tra il 1º settembre e il 3 settembre.

## Podio
| Pos.    | Atleta           | Nazionalità | Tempo |
| ------- | ---------------- | ----------- | ----- |
| Oro     | Greg Foster      | Stati Uniti | 13"21 |
| Argento | Jonathan Ridgeon | Regno Unito | 13"29 |
| Bronzo  | Colin Jackson    | Regno Unito | 13"38 |

## Situazione pre-gara

### Record
Prima di questa competizione, il record del mondo (RM) e il record dei campionati (RC) erano i seguenti:
| Record                | Prestazione  | Atleta                       | Data                               | Competizione  |
| --------------------- | ------------ | ---------------------------- | ---------------------------------- | ------------- |
| Record mondiale       | 12"93 (-0,2) | Renaldo Nehemiah Stati Uniti | 19 agosto 1981 Zurigo, Svizzera    |               |
| Record dei campionati | 13"22 (+0,9) | Greg Foster Regno Unito      | 12 agosto 1983 Helsinki, Finlandia | Mondiali 1983 |

### Campioni in carica
I campioni in carica a livello olimpico e mondiale erano:
| Campione | Atleta                    | Prestazione  | Data                                   | Competizione         |
| -------- | ------------------------- | ------------ | -------------------------------------- | -------------------- |
| Olimpico | Roger Kingdom Stati Uniti | 13"20 (-0,4) | 6 agosto 1984 Los Angeles, Stati Uniti | Giochi olimpici 1984 |
| Mondiale | Greg Foster Stati Uniti   | 13"42 (+1,3) | 12 agosto 1983 Helsinki, Finlandia     | Mondiali 1983        |

### La stagione
Prima di questa gara, gli atleti con le migliori tre prestazioni dell'anno erano:
| Pos. | Atleta                       | Prestazione  | Data                                 |
| ---- | ---------------------------- | ------------ | ------------------------------------ |
| 1    | Greg Foster Stati Uniti      | 13"1m (-0,2) | 16 maggio 1987 Westwood, Stati Uniti |
| 2    | Anthony Campbell Stati Uniti | 13"2m (-0,2) | 16 maggio 1987 Westwood, Stati Uniti |
| 3    | Mark McKoy Canada            | 13"23 (+0,1) | 6 luglio 1987 Budapest, Ungheria     |

## Risultati[3][4]

### Turni eliminatori
| 5 Batterie   | 1º settembre | 39 iscritti   | Si qualificano i primi 2 (Q) + i 6 migliori tempi (q). |
| 2 Semifinali | 1º settembre | 8 + 8         | Si qualificano i primi 4 (Q).                          |
| Finale       | 3 settembre  | 8 concorrenti |                                                        |

### Batterie
Martedì 1º settembre 1987
| Pos. | Atleta              | Nazione        | Tempo | Note |
| ---- | ------------------- | -------------- | ----- | ---- |
| 1    | Greg Foster         | Stati Uniti    | 13”20 | Q    |
| 2    | Colin Jackson       | Regno Unito    | 13”37 | Q    |
| 3    | Carlos Sala         | Spagna         | 13”48 | q    |
| 4    | Jiří Hudec          | Cecoslovacchia | 13”48 | q    |
| 5    | Florian Schwarthoff | Germania Ovest | 13”72 | q    |
| 6    | Fabien Niederhäuser | Svizzera       | 14”04 |      |
| 7    | Erik Jensen         | Danimarca      | 14”06 |      |
| 8    | Mauricio Carranza   | El Salvador    | 15”67 |      |

- Vento (m/s) = +1,36

| Pos. | Atleta           | Nazione       | Tempo | Note |
| ---- | ---------------- | ------------- | ----- | ---- |
| 1    | Mark McKoy       | Canada        | 13”50 | Q    |
| 2    | Arto Bryggare    | Finlandia     | 13”62 | Q    |
| 3    | Krzysztof Płatek | Polonia       | 13”63 | q    |
| 4    | Lyndon Campos    | Brasile       | 13”91 |      |
| 5    | Andrew Parker    | Giamaica      | 13”94 |      |
| 6    | Yu Zhicheng      | Cina          | 13”97 |      |
| 7    | Antonio Lanau    | Spagna        | 14”25 |      |
| 8    | Wu Ching-Jing    | Taipei cinese | 14”45 |      |

- Vento (m/s) = +0,32

| Pos. | Atleta           | Nazione          | Tempo | Note |
| ---- | ---------------- | ---------------- | ----- | ---- |
| 1    | Jonathan Ridgeon | Regno Unito      | 13”46 | Q    |
| 2    | Aleksandr Markin | Unione Sovietica | 13”56 | Q    |
| 3    | Aleš Höffer      | Cecoslovacchia   | 13”70 | q    |
| 4    | Mikael Ylöstalo  | Finlandia        | 13”90 |      |
| 5    | Ulf Soderman     | Svezia           | 14”01 |      |
| 6    | Luigi Bertocchi  | Italia           | 14”02 |      |
| 7    | Judex Lefou      | Mauritius        | 14”35 |      |
| 8    | Javier Moracho   | Spagna           | dns   |      |

- Vento (m/s) = +0,16

| Pos. | Atleta           | Nazione          | Tempo | Note |
| ---- | ---------------- | ---------------- | ----- | ---- |
| 1    | Jack Pierce      | Stati Uniti      | 13”61 | Q    |
| 2    | Nigel Walker     | Regno Unito      | 13”62 | Q    |
| 3    | Igors Kazanovs   | Unione Sovietica | 13”80 | q    |
| 4    | Thomas Kearns    | Irlanda          | 14”02 |      |
| 5    | Derek Knowles    | Bahamas          | 14”39 |      |
| 6    | João Lima        | Portogallo       | 14”41 |      |
| 7    | Jean-Marc Muster | Svizzera         | dnf   |      |
| 8    | Steve Kerho      | Canada           | dns   |      |

- Vento (m/s) = +0,36

| Pos. | Atleta            | Nazione          | Tempo | Note |
| ---- | ----------------- | ---------------- | ----- | ---- |
| 1    | Stéphane Caristan | Francia          | 13”44 | Q    |
| 2    | György Bakos      | Ungheria         | 13”76 | Q    |
| 3    | Cletus Clark      | Stati Uniti      | 13”81 |      |
| 4    | Michael Radzey    | Germania Ovest   | 13”82 |      |
| 5    | Gianni Tozzi      | Italia           | 13”87 |      |
| 6    | Sergey Usov       | Unione Sovietica | 13”90 |      |
| 7    | Alain Cuypers     | Belgio           | dnf   |      |

- Vento (m/s) = +0,85

### Semifinali
Martedì 1º settembre 1987
| Pos. | Atleta              | Nazione          | Tempo | Note |
| ---- | ------------------- | ---------------- | ----- | ---- |
| 1    | Jonathan Ridgeon    | Regno Unito      | 13”34 | Q    |
| 2    | Greg Foster         | Stati Uniti      | 13”41 | Q    |
| 3    | Carlos Sala         | Spagna           | 13"60 | Q    |
| 4    | Arto Bryggare       | Finlandia        | 13”62 | Q    |
| 5    | Aleksandr Markin    | Unione Sovietica | 13”63 |      |
| 6    | Krzysztof Płatek    | Polonia          | 13”68 |      |
| 7    | Aleš Höffer         | Cecoslovacchia   | 13”78 |      |
| 8    | Florian Schwarthoff | Germania Ovest   | 13”98 |      |

- Vento (m/s) = -0,54

| Pos. | Atleta            | Nazione          | Tempo | Note |
| ---- | ----------------- | ---------------- | ----- | ---- |
| 1    | Mark McKoy        | Canada           | 13”42 | Q    |
| 2    | Jack Pierce       | Stati Uniti      | 13”45 | Q    |
| 3    | Igors Kazanovs    | Unione Sovietica | 13”58 | Q    |
| 4    | Colin Jackson     | Regno Unito      | 13”58 | Q    |
| 5    | Stéphane Caristan | Francia          | 13”62 |      |
| 6    | Nigel Walker      | Regno Unito      | 13”68 |      |
| 7    | György Bakos      | Ungheria         | 13”90 |      |
| 8    | Jiří Hudec        | Cecoslovacchia   | 14”06 |      |

- Vento (m/s) = +1,28

### Finale
Giovedì 3 settembre 1987
| Pos.    | Corsia | Atleta           | Età | Nazione          | Tempo | Nota |
| ------- | ------ | ---------------- | --- | ---------------- | ----- | ---- |
| Oro     | 3      | Greg Foster      | 29  | Stati Uniti      | 13"21 |      |
| Argento | 6      | Jonathan Ridgeon | 20  | Regno Unito      | 13"29 |      |
| Bronzo  | 2      | Colin Jackson    | 20  | Regno Unito      | 13"38 |      |
| 4       | 5      | Jack Pierce      | 24  | Stati Uniti      | 13"41 |      |
| 5       | 1      | Igors Kazanovs   | 23  | Unione Sovietica | 13"48 |      |
| 6       | 7      | Carlos Sala      | 27  | Spagna           | 13"55 |      |
| 7       | 4      | Mark McKoy       | 25  | Canada           | 13"71 |      |
| 8       | 8      | Arto Bryggare    | 29  | Finlandia        | dns   |      |

- Vento (m/s) = +0,50